# Tetrapathea
Tetrapathea is een geslacht uit de familie Passifloraceae. Het geslacht telt een soort, die voorkomt in Nieuw-Zeeland.

## Soorten
- Tetrapathea tetrandra (Banks ex DC.) Cheeseman

Adenia · 
Ancistrothyrsus · 
Androsiphonia · 
Barteria · 
Basananthe · 
Crossostemma · 
Deidamia · 
Dilkea · 
Efulensia · 
Hollrungia · 
Mitostemma · 
Paropsia · 
Paropsiopsis · 
Passiflora (Passiebloem) · 
Schlechterina · 
Smeathmannia · 
Tetrapathea · 
Tricliceras · 
Tryphostemma · 
Viridivia